# 66e groupe de reconnaissance de division d'infanterie
Le 66e groupe de reconnaissance de division d'infanterie est une unité de l'armée française crée en 1939 et rattachée à la 53e division d'infanterie. 

## Historique
Il est formé à partir du 7e régiment de chasseurs à cheval et du centre mobilisateur de cavalerie n°3 de Saint-Lo. 
il est transporté dans les Ardennes en avril 1940. Du 12 au 15 mai, avec l'ensemble des unités française du secteur, il fait face aux panzerdivision allemandes qui ont franchi la Meuse à Sedan.  Ainsi, le 14 mai 1940, il reçoit comme de tenir les ponts de Chemery, Malmy, Saint-Aignan où des combats ont lieu. Il défend aussi le village de Vendresse avec l'aide de la batterie antichar de la 53e DI. Il défend ensuite La bascule puis La Haute Maison et Mazerny où il contient l'ennemi. 
Le 66e GRDI part au repos entre le 16 au 24 mai et reste à l'arrière jusqu'en juin 1940. Il résiste ensuite vivement à la ferme des Grenaux le 12 juin avec de lourde perte. Il livre ensuite son dernier combat à Quarre-les-Tombes (Yonne) avant d'être capturé.

## Ordre de Bataille
- Commandement : Chef d’Escadrons Mas[1]
- Adjoint : Capitaine Cathrine[1]
- Escadron Hors Rang : Capitaine Renard[1]
- Escadron Hippomobile : Capitaine Thevenot puis  Lieutenant Watson[1]
- Escadron Motorisé : Lieutenant Pinon puis Capitaine Servois[1]
- Escadron Mitrailleuses et Canons de 25 antichar : Capitaine de Balorre[1]